# Mistrzostwa Polski w Pięcioboju Nowoczesnym 2016
Mistrzostwa Polski w Pięcioboju Nowoczesnym 2016 – 63. edycja mistrzostw, która odbyła się w międzynarodowej obsadzie w dniach 24–27 czerwca 2016 roku w Drzonkowie.
Wśród mężczyzn triumfował Sebastian Stasiak z Żoliborza Warszawa, wśród kobiet Anna Maliszewska z Bielanów Warszawa, natomiast w sztafetach mieszanych triumfowali Natalia Dominiak i Szymon Staśkiewicz z ZKS Drzonków. W zawodach udział wzięły reprezentacje Czech, Estonii, Japonii, Meksyku, Niemiec i Wielkiej Brytanii oraz zawodnicy polskich klubów: Bielany Warszawa, Dwójka Morena, Kapry-Armexim Pruszków, Legia Warszawa, Sambor Tczew, UKS Starogard Gdański, ZKS Drzonków, Żoliborz Warszawa. Wraz z zawodami seniorów odbyły się również zawody młodzieżowców.

## Wyniki

### Mężczyźni
| Miejsce | Zawodnik           | Klub/Repr.        | Wynik     |
| ------- | ------------------ | ----------------- | --------- |
|         | Sebastian Stasiak  | Żoliborz Warszawa | 1477 pkt. |
|         | Michał Gralewski   | Żoliborz Warszawa | 1475 pkt. |
|         | Jarosław Świderski | Bielany Warszawa  | 1458 pkt. |
| 4.      | Ismael Hernández   | Meksyk            | 1451 pkt. |

### Kobiety
| Miejsce | Zawodnik               | Klub/Repr.        | Wynik     |
| ------- | ---------------------- | ----------------- | --------- |
|         | Aleksandra Chmielewska | Bielany Warszawa  | 1352 pkt. |
|         | Anna Maliszewska       | Żoliborz Warszawa | 1345 pkt. |
| 3.      | Barbora Ciprová        | Czechy            | 1266 pkt. |
|         | Magdalena Klemczyńska  | ZKS Drzonków      | 1265 pkt. |

### Sztafety mieszane
| Miejsce | Klub/Repr.          | Zawodnicy                               | Wynik     |
| ------- | ------------------- | --------------------------------------- | --------- |
|         | ZKS Drzonków        | Szymon Staśkiewicz Natalia Dominiak     | 1471 pkt. |
|         | Bielany Warszawa    | Remigiusz Golis Anna Maliszewska        | 1449 pkt. |
|         | Bielany Warszawa II | Maciej Dukielski Aleksandra Chmielewska | 1433 pkt. |
| 4.      | ZKS Drzonków II     | Łukasz Klekot Aleksandra Sobolewsk      | 1431 pkt. |